# Upper River

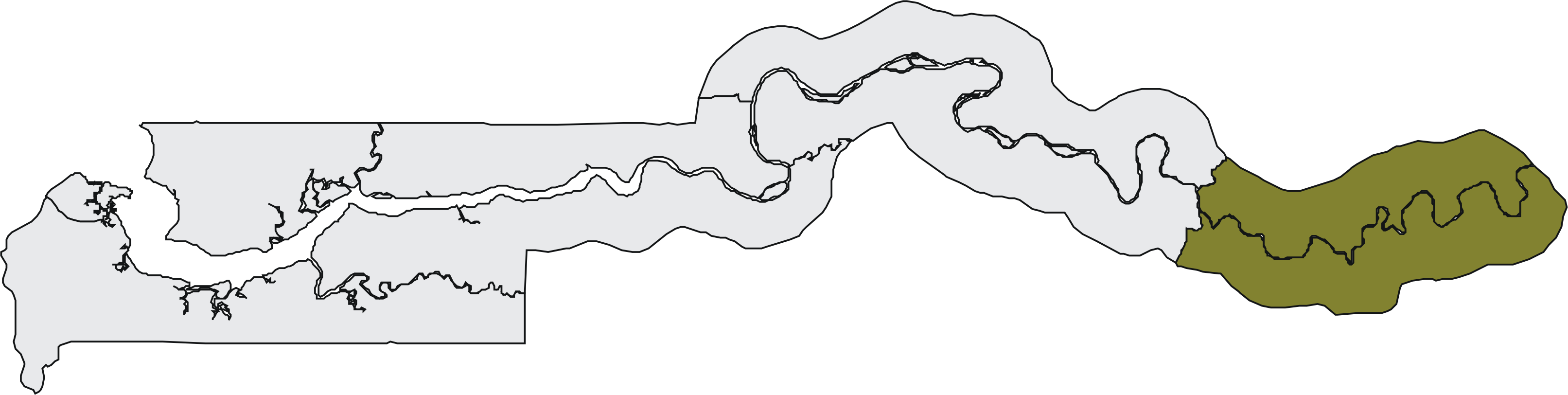
Regionens läge i Gambia.

Upper River är en region i östligaste delen av Gambia, som också utgör kommunen Basse. Huvudorten heter Basse Santo-Su (även kallad Basse). Antalet invånare var 237 220 vid folkräkningen 2013.

## Distrikt

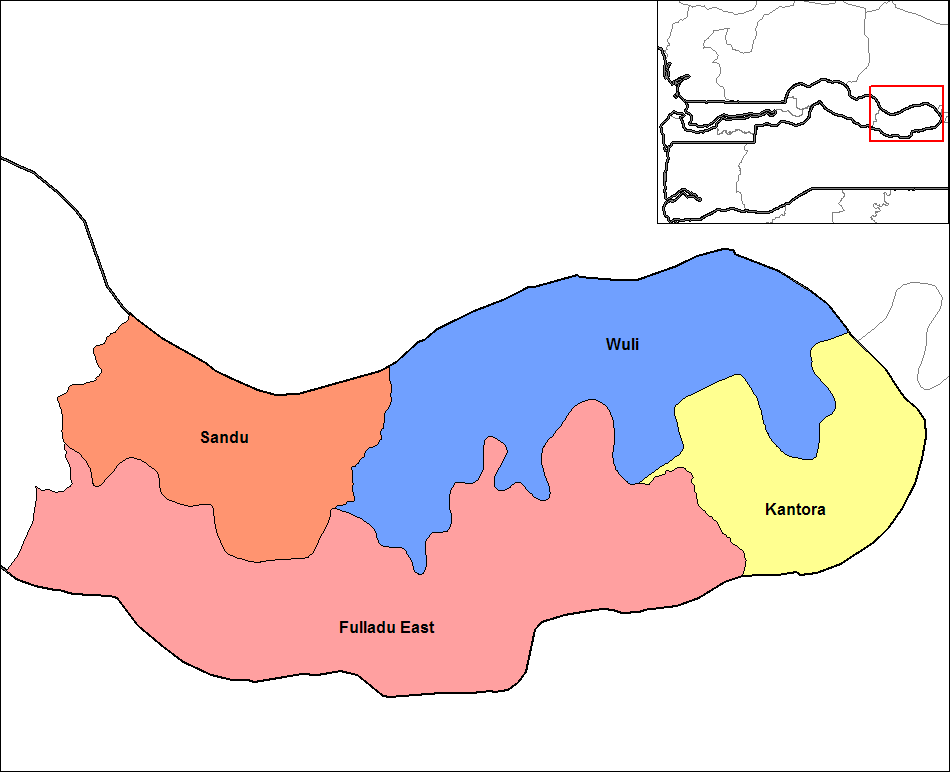
Distrikten i Upper River.

Regionen är indelad i sju distrikt:
- Basse
- Jimara
- Kantora
- Sandu
- Tumana
- Wuli East
- Wuli West